# Никел, Джули
Джули Дон Никел (англ. Julie Dawn Nykiel; род. 13 декабря 1958 года, Порт-Норланга, Южная Австралия, Австралия) — австралийская профессиональная баскетболистка, выступала за клуб женской национальной баскетбольной лиги (ЖНБЛ) «Норланга Тайгерс». Играла на позиции лёгкого форварда. Член Австралийского баскетбольного зала славы с 2010 года.
В составе национальной сборной Австралии принимала участие в Олимпийских играх 1984 года в Лос-Анджелесе и Олимпийских играх 1988 года в Сеуле, чемпионате мира 1979 года в Южной Корее, мундиале 1983 года в Бразилии и чемпионате мира 1986 года в СССР.

## Ранние годы
Джули Никел родилась 13 декабря 1958 года в небольшом городке Порт-Норланга (штат Южная Австралия).